# Садананда Свами
Садана́нда Сва́ми (IAST: Sadānanda Svāmī; имя при рождении — Эрнст Гео́рг Шу́льце, нем. Ernst Georg Schulze; 3 января 1903, Циттау, Германская империя — 11 апреля 1977, Базель, Швейцария) — немецкий индолог, теолог и кришнаитский (вайшнавский) религиозный деятель, ученик Бхактисиддханты Сарасвати.

## Биография
Эрнст Шульце родился 3 января 1903 года в городе Циттау, Германская империя. Он был единственным ребёнком в семье офицера налоговой полиции Ф. С. Э. Шульце (ум. 1919) и врача Анны Шульце-Йохем (ум. 1946). Окончив университет в 1928 году, Эрнст Шульце до 1932 года продолжал изучать сравнительную теологию и философию в Лейпцигском и Берлинском университетах. В 1932 году Шульце защитил докторскую диссертацию «Das Prajna-Paramita-Hridaya-Sutra und seine Bedeutung für die Entwicklung der Shunyata-Spekulation». В течение последующих двух лет, Шульце занимался научно-исследовательской деятельностью в Берлине, подготавливая работу по санскритскому буддийскому тексту Шантидевы «Бодхичарьяватара» и выполняя обязанности иностранного научного консультанта для берлинского буддийского общества.
В декабре 1933 года Шульце был приглашён в Японию, где выступил с лекциями в Токийском университете и занялся приготовлениями для иммиграции в связи с приходом к власти нацистов у себя на родине. В том же году Шульце познакомился с традицией гаудия-вайшнавизма, получив в подарок от друзей в Лондоне книгу «Shri Krishna Chaitanya», автором которой был ученик вайшнавского гуру Бхактисиддханты Сарасвати — бенгальский профессор Н. Саньял. После прочтения книги, Шульце вошёл в контакт с её автором и с Бхактисидхантой Сарасвати, который в то время находился в Маяпуре, Бенгалия. В период с 1934 по 1935 год, Шульце регулярно общался с вайшнавскими монахами и сотрудничал с «Обществом за развитие духовного взаимопонимания между Востоком и Западом». В частности, Шульце познакомился со Свами Б. П. Тиртхой и работал вместе с ним над переводом средневекового комментария к «Бхагавад-гите». Затем Шульце вместе со Свами Боном принял участие в проповедническом туре по странам Европы, выступая с лекциями в университетах.
В 1935 году Шульце отправился в Индию, где ему было суждено остаться до 1961 года. Там он встретился с Бхактисиддхантой Сарасвати и под его руководством изучал санскрит и философию. Шульце также совершал научные поездки по Северной Индии, выступая с лекциями по индийской философии и занимаясь написанием эссе на эту тему. Вскоре Шульце получил от Бхактисиддханты Сарасвати духовное посвящение и имя на санскрите Садананда Даса (в переводе означающее «Слуга всегда радостного», то есть Кришны).
После смерти своего учителя в январе 1937 года, Садананда Даса в течение года путешествовал по всей Индии как странствующий отречённый монах. Затем, по приглашению Аллахабадского университета, Садананда основал в Аллахабаде матх и научный институт, который давал возможность учителям и преподавателям заниматься исследованием взаимосвязи между современной наукой и древнеиндийской культурой.
В 1939 году, в связи с началом Второй мировой войны, Садананда Даса как гражданин Германии был отправлен британскими властями в лагерь для военнопленных. В 1942 году британский сержант насильственно прервал Садананду во время занятий йогой, в результате чего Садананда получил искривление прямой кишки. Проведённая затем операция оказалась неудачной, а в результате повторного хирургического вмешательства Садананда получил хроническое заболевание, вызванное бактерией стафилококка. В лагере Садананда встретил австрийского поэта Вальтера Айдлица, обучал его и диктовал ему свои переводы древнеиндийских санскритских текстов. Айдлиц стал одним из ближайших соратников Садананды Свами. О том, как он встретил Садананду Свами, Айдлиц впоследствии написал книгу «Путешествие в неизвестную Индию» (Bhakta – Eine indische Odyssee, Hamburg 1951)
В 1945 году, после окончания Второй мировой войны, Садананда был освобождён. Несмотря на свою болезнь, он начал активно путешествовать по Ассаму, Непалу и Северной Индии, отыскивая и собирая средневековые вайшнавские манускрипты на санскрите и бенгали в храмах и личных архивах. Садананда также оказал содействие своему другу и учёному Харидасу Дасу (ранее занимавшему должность профессора санскрита в Читтагонге, Западная Бенгалия) в публикации вайшнавских текстов.
В 1950 году Садананда получил индийское гражданство. К 1956 году здоровье Садананды заметно ухудшилось. На помощь ему пришли друзья из Швеции, собравшие денежные средства, необходимые для его лечения. Но даже курс лечения в лучшей больнице Калькутты, инициированный лично Джавахарлалом Неру, не помог поправить здоровье Садананды.
В 1961 году группа благожелателей из Швейцарии оплатила путешествие Садананды в Базель и хирургическую операцию в швейцарской больнице, после которой его здоровье несколько улучшилось. В том же году Садананда переехал к своим друзьям в Швецию. Там для него была запланирована лекция в Стокгольмском университете, которую он, однако, не смог дать по состоянию здоровья.
В 1962 году Садананда поселился в Базеле, периодически посещая Швецию в летнее время. В Швейцарии Садананда занялся переводами санскритских текстов, а в 1968 году помог своему другу по Индии Вальтеру Айдлицу (получившего к тому времени духовное посвящение от Свами Бона) опубликовать книгу «Kṛṣṇa-Caitanya: Sein Leben und Seine Lehre» («Кришна-Чайтанья, Eго жизнь и учение»).
В 1969 году Садананда Свами пережил сердечный приступ и операцию на простату. В 1975 год с Саданандой Свами случился удар, в результате его тело было частично парализовано и он практически потерял способность читать и писать. Два года спустя, 11 апреля 1977 года, Садананда Свами умер в Базеле, в пасхальный понедельник.